# Daona
Daona là một chi bướm đêm thuộc họ Erebidae.

## Loài
- Daona constellans Lucas, 1898
- Daona detersalis Walker, [1866]
- Daona mansueta Walker, 1864